# سیارک ۱۴۵۸۹
سیارک ۱۴۵۸۹ (به انگلیسی: 14589 Stevenbyrnes، نامگذاری:1998RW79) چهارده هزار و پانصد و هشتاد و نهمین سیارک کشف شده‌است که در ۱۴ سپتامبر ۱۹۹۸ کشف شد.
قدر مطلق سیارک برابر ۱۴٫۹ است.